# Instituto de Estudios Alicantinos
L'Instituto de Estudios Alicantinos (IDEA o IEA) va ser un institut cultural dependent de la Diputació Provincial d'Alacant, fundat el 1951 i transformat al començament dels anys vuitanta en l'Institut Alacantí de Cultura Juan Gil-Albert.
En un primer moment l'IEA estava integrat dins el Patronat Josep Maria Quadrado, del Consell Superior d'Investigacions Científiques (CSIC) i el 1979 era membre de la Confederación Española de Centros de Estudios Locales (CECEL), organisme que contribuí a crear. La seva funció era la d'orientar, coordinar i impulsar les recerques i estudis de naturalesa científica, literària i artística en la província d'Alacant, preferentment en totes aquelles matèries de caràcter i interès local. Estava organitzat en diverses seccions especialitzades, dedicades respectivament a la literatura, les arts plàstiques, la música, els llibres i les biblioteques, la fotografia i el cinema i la premsa i els mitjans de comunicació. Principal impulsor dels estudis locals i provincials, es beneficià de l'increment de l'activitat científica i cultural que suposà la creació de la Universitat d'Alacant (1968). Després de la transició, i d'un intent frustrat de fusionar-lo amb la Institució Alfons el Magnànim de la Diputació de València dins la Institució Valenciana d'Estudis i Investigació (IVEI), creada per la Generalitat Valenciana, fou potenciat per les noves autoritats democràtiques, transformant-lo amb l'Institut Alacantí de Cultura Juan Gil-Albert.